# World Finance Center Tower A
Le World Finance Center Tower A est un gratte-ciel de 222 mètres construit à Shenzhen en 2003. 